# Abdelmajid Dolmy
Abdelmajid Dolmy (en árabe: عبد المجيد الظلمي‎; Casablanca, Marruecos, 20 de agosto de 1953-Casablanca, Marruecos, 27 de julio de 2017) fue un futbolista marroquí que jugó en la posición de centrocampista.

## Carrera

### Club
| Periodo   | Club                    | Apariciones | Goles |
| --------- | ----------------------- | ----------- | ----- |
| 1970–1987 | Raja Casablanca         | 550         | 32    |
| 1987–1990 | Olympique de Casablanca | 72          | 3     |
| 1990–1991 | Raja Casablanca         | 18          | 0     |

### Selección nacional
Jugó para Marruecos en 76 ocasiones de 1973 a 1988 y anotó dos goles; participó en la Copa Mundial de Fútbol de 1986, los Juegos Olímpicos de Los Ángeles 1984, en los Juegos Mediterráneos de 1979 y en cinco ediciones de la Copa Africana de Naciones.

## Muerte
Murió de muerte súbita en Casablanca el 27 de julio de 2017, y de acuerdo a medios de prensa, la muerte de Dolmy se dio por un ataque cardíaco. La noticia de su muerte se propagó rápidamente y miles de marroquíes se expresaron con la noticia y mostraron que era uno de los futbolistas más queridos de la historia de Marruecos.

## Logros

### Club
- Coupe du Trône: 1974, 1977, 1982

### Selección nacional
- Copa Africana de Naciones 1976

### Individual
- Equipo Ideal de Marruecos por la IFFHS.[7]
- Lista de los 200 mejores futbolistas africanos de la historia en 2006.[8]